# Виноградов, Валентин Валентинович
Валенти́н Валенти́нович Виногра́дов (12 сентября 1974, Ленинград — 17 июля 2012, Санкт-Петербург) — российский этнограф и фольклорист, специалист по истории и этнографии русского народа, истории и этнографии финно-угорских народов, этнорелигиоведению (народное православие, почитаемые места), календарным обрядам и городскому фольклору. Кандидат искусствоведения.

## Биография
Родился 12 сентября 1974 года в Ленинграде. 
В 1997 году окончил библиотечный факультет Санкт-Петербургская государственной академии культуры кафедры книговедения. Занимался в семинаре В. В. Головина, под научным руководством которого подготовлены первые научные работы и осуществлены первые полевые выезды в Тихвинский район. Ещё студентом начал трудовую деятельность в Научной библиотеке Эрмитажа, где проработал 9 лет.
В 1995—2003 годах — библиотекарь Научной библиотеки Государственного Эрмитажа.
С 2004 года — сотрудник сектора фольклора Российского института истории искусств. Создатель и организатор научного семинара «Среды в РИИИ») (на 2012 год — 137 заседаний). Редактор-составитель «Временника Зубовского института».
В 2012 году в Российском институте истории искусств под научным руководством кандидата искусствоведения А. Ф. Некрыловой защитил диссертацию на соискание учёной степени кандидата искусствоведения по теме «Северорусские почитаемые места в слове и изображении (к проблеме взаимодействия фольклора и художественного творчества)» (специальность 17.00.09); официальные оппоненты — доктор исторических наук О. М. Фишман и кандидат искусствоведения М. Л. Лурье; ведущая организация — Санкт-Петербургский государственный университет технологии и дизайна.
Умер 17 июля 2012 года от рака. Похоронен на Волковском кладбище.

## Научные исследования
С 1994 года активно занимался экспедиционной деятельностью; совершил около 60 выездов по северо-западу России (Новгородская, Псковская, Ленинградская, Тверская, Смоленская области).
С 1997 по 2012 год опубликовано 110 научных работ.
Исследования большей частью посвящены этнографии Северо-Запада России, особенно Тихвинскому району, в котором Виноградов проводил многолетние полевые исследования. Большое место занимало исследование почитаемых мест как в сельской местности, так и в городах. Результаты исследований нашли отражение, в частности, в диссертации «Северорусские почитаемые места в слове и изображении (к проблеме взаимодействия фольклора и художественного творчества)» (2012).
Уделялось внимание исследованию городского пространства Санкт-Петербурга, а в последние годы — этнографии Великой Отечественной войны.
После смерти В.В. Виноградова было издано двухтомное собрание его избранных произведений.

## Избранная библиография
- Святые места: инерция почитания // Этнографическое изучение Северо-Запада (итоги полевых исследований 2000 г. в Ленинградской, Псковской и Новгородской областях): Краткое содержание докладов. [Вып. V.] СПб., 2000. С. 50-52. [В соавторстве с Е. В. Платоновым]
- Почитаемое место у деревни Колмыково // Живая старина. 2003. № 3. С. 28-30.
- Почитаемые места в Северо-Западной России (заметки собирателя) // Мировоззрение и культура северно-русского населения. М.: ИЭА РАН. 2006. C. 196—214.
- Представления о камнях-валунах в традиционной культуре русских // Этнографическое обозрение. 2006. № 6. С. 125—143. [В соавторстве Д. В. Громовым].
- Почитание источников в Псковской области: Колодец в болоте // Традиционная культура. 2006. № 4. С. 33-40.
- Легенды о путешествующей императрице // Живая старина. 2007. № 3. С. 4-7. [В соавторстве Д. В. Громовым.]
- «Наши цыгане» // Живая старина. 2008. № 2. С. 41-44.
- Из наблюдений за почитаемыми местами в зоне русско-вепсских контактов // Временник Зубовского института. Вып. 1. Лапинские мотивы. СПб., 2008. С. 73-86.
- Почитаемые места Северо-Востока Новгородской земли (краткая характеристика) // Христианство в регионах мира. Вып. 2. СПб., 2008. С. 281—298.
- Об исполнении подблюдных песен в районных домах культуры (по материалам Смоленской области) // Славянская традиционная культура и современный мир. Вып. 13. М., 2010. С. 126—145.
- Голоса леса (по материалам Северо-Запада России) // Звук и отзвук. М., 2010. С. 97-117.
- Между жизнью и смертью. Особенности интерпретации факта на войне // Временник Зубовского института. Вып. 4. Грани интерпретации. СПб., 2010. С. 106—129.
- Закликание ветра: этнографический контекст // Голос в культуре. Вып. 3. Ритмы и голоса природы в музыке / Ред.-сост. И. А. Чудинова, А. А. Тимошенко. СПб., 2011. С. 67-79.
- «Расцвитить багатка, значить, все нормально…» О гадании на цветах на юге Псковской области // Фольклор и этнография: К девяностолетию со дня рождения К. В. Чистова: Сборник научных статей / Отв. ред. А. К. Байбурин, Т. Б. Щепанская. СПб.: МАЭ РАН, 2011. С. 155—162.
- Народный религиозный нарратив: взгляд из 2000-х в 1990-е гг. // Славянская традиционная культура и современный мир. Вып. 14. М.: ГРЦРФ, 2011. С. 261—270.
- Голоса леса в системе мифологических представлений народов Европейского Севера // От конгресса к конгрессу. Материалы Второго Всероссийского конгресса фольклористов. Сборник докладов. Т. 2. М., 2011. С. 100—114.
- Троицкое «венчание» коров (локальные варианты обряда) // Живая старина. 2011. № 3. С. 2-4.
- Линия соприкосновения: О формах коммуникации противников в условии передовой // Временник Зубовского института. Вып. 6. Грозное время. Война в зеркале человеческого восприятия. СПб., 2011. С. 47-64.
- Мотив войны в традиционной культуре Тихвинской земли // Восьмые Мордвиновские краеведческие уездные чтения. Тихвин, 2012. С. 44-47.
- Рожок пастуха: мифология и звук (по материалам Северо-Запада России) // Аудиовизуальная антропология. Культурное наследие как институт памяти. М., 2012. С. 252—266.
- Горшок на голову, или Как уберечься от нечистой силы // Живая старина. 2013. № 1. С. 30-32.
- Грязная машина как tabula rasa: Герои воображаемых диалогов // Фольклор XXI века: Герои нашего времени. М.: ГРЦРФ, 2013.
- Северорусские почитаемые места: топика святынь: избранные статьи, диссертация / Ред.-сост., вступ. ст., коммент. Е. В. Хаздан; науч. ред. А. Ф. Некрылова. СПб.: Пропповский центр, 2019. 431 с.